# NPPB
NPPB, мозковий найтрійуретичний пропептид (англ. Natriuretic peptide B) – білок, який кодується однойменним геном, розташованим у людей на короткому плечі 1-ї хромосоми. Довжина поліпептидного ланцюга білка становить 134 амінокислот, а молекулярна маса — 14 726.
| 10         |  | 20         |  | 30         |  | 40         |  | 50         |
| ---------- |  | ---------- |  | ---------- |  | ---------- |  | ---------- |
| MDPQTAPSRA |  | LLLLLFLHLA |  | FLGGRSHPLG |  | SPGSASDLET |  | SGLQEQRNHL |
| QGKLSELQVE |  | QTSLEPLQES |  | PRPTGVWKSR |  | EVATEGIRGH |  | RKMVLYTLRA |
| PRSPKMVQGS |  | GCFGRKMDRI |  | SSSSGLGCKV |  | LRRH       |  |            |

A: Аланін

C: Цистеїн

D: Аспарагінова кислота

E: Глутамінова кислота

F: Фенілаланін

G: Гліцин

H: Гістидин

I: Ізолейцин

K: Лізин

L: Лейцин

M: Метіонін

N: Аспарагін

P: Пролін

Q: Глутамін

R: Аргінін

S: Серин

T: Треонін

V: Валін

W: Триптофан

Кодований геном білок за функціями належить до гормонів, вазоактивних білків. 
Секретований назовні.